# Stanley Benham
Stanley Benham   (Lake Placid, 21 de desembre de 1913 - Miami, 22 d'abril de 1970) fou un pilot de bob estatunidenc que va competir entre les dècades de 1940 i 1960. Era el pare del també pilot de bob Reginald Benham.
El 1952 va prendre part en els Jocs Olímpics d'Hivern d'Oslo, on disputà les dues proves del programa de bob. En ambdues guanyà la medalla de plata. En el bobs a dos va formar equip amb Patrick Martin, mentre en el bobs a quatre el feu amb el mateix Martin, Howard Crossett i James Atkinson. En el seu palmarès també destaquen dues medalles d'or, quatre de plata i una de bronze al Campionat del món de bob, entre 1949 i 1961.